# Miguel Gabras
Miguel Gabras (em grego: Μιχαήλ Γαβρᾶς; ca. 1290 – após 1350) foi um oficial e escritor bizantino. Um humilde escriba na chancelaria imperial, sua vida é relativamente obscura exceto através de sua volumosa correspondência. "O mais prolífico de todos os epistológrafos bizantinos", segundo Anthony Bryer, as 462 epístolas de Gabras abarcam o período de 1305–1341 e seus 111 correspondentes incluem boa parte das grandes figuras políticas e literárias de seu tempo. Ele também teve um irmão João, que escreveu um tratado teológico contra a doutrina de Gregório Palamas.